# تریمه
تریمه (به انگلیسی: Tremé) یک منطقهٔ مسکونی در ایالات متحده آمریکا است که در لوئیزیانا واقع شده‌است. تریمه ۴٬۱۵۵ نفر جمعیت دارد و ۰٫۰ متر بالاتر از سطح دریا واقع شده‌است.